# Gianmarco Tamberi
Gianmarco Tamberi (ur. 1 czerwca 1992 w Civitanova Marche) – włoski lekkoatleta specjalizujący się w skoku wzwyż.
Na eliminacjach kończył udział w mistrzostwach świata juniorów młodszych (2009) oraz mistrzostwach świata juniorów (2010). W 2011 sięgnął w Tallinnie po brązowy medal mistrzostw Europy juniorów. W 2013 zajął 5. miejsce na halowych mistrzostwach Europy w Göteborgu. Ósmy zawodnik mistrzostw świata w Pekinie (2015). W 2016 został w Portland halowym mistrzem świata, a kilka miesięcy później triumfował na mistrzostwach Europy w Amsterdamie. Z powodu kontuzji kostki nie mógł wziąć udziału w igrzyskach olimpijskich w Rio de Janeiro.
Zdobył złoty medal halowych mistrzostw Europy w 2019 w Glasgow. Na igrzyskach olimpijskich w Tokio (2020) został mistrzem olimpijskim ex aequo z reprezentantem Kataru Mutazzem Isa Barshimem. Mistrz Europy z Monachium (2022) oraz złoty medalista mistrzostw świata z Budapesztu (2023). W 2024 roku obronił tytuł mistrza Europy.
Złoty medalista mistrzostw kraju. Reprezentant Włoch w meczach międzypaństwowych.
Rekordy życiowe: stadion – 2,39 (15 lipca 2016, Monako); hala – 2,38 (13 lutego 2016, Hustopeče). Oba wyniki są rekordami Włoch.

## Osiągnięcia
| Rok  | Impreza                                 | Miejsce    | Pozycja           | Wynik |
| ---- | --------------------------------------- | ---------- | ----------------- | ----- |
| 2009 | Mistrzostwa świata juniorów młodszych   | Bressanone | el. – 18. miejsce | 2,07  |
| 2010 | Mistrzostwa świata juniorów             | Moncton    | el. –. miejsce    | 2,10  |
| 2011 | Mistrzostwa Europy juniorów             | Tallinn    | 3. miejsce        | 2,25  |
| 2012 | Mistrzostwa Europy                      | Helsinki   | 5. miejsce        | 2,24  |
| 2012 | Igrzyska olimpijskie                    | Londyn     | el. – 21. miejsce | 2,21  |
| 2013 | Halowe mistrzostwa Europy               | Göteborg   | 5. miejsce        | 2,29  |
| 2013 | Igrzyska śródziemnomorskie              | Mersin     | 6. miejsce        | 2,21  |
| 2013 | Młodzieżowe mistrzostwa Europy          | Tampere    | el. – 13. miejsce | 2,17  |
| 2014 | Mistrzostwa Europy                      | Zurych     | 7. miejsce        | 2,26  |
| 2015 | Halowe mistrzostwa Europy               | Praga      | 7. miejsce        | 2,24  |
| 2015 | Mistrzostwa świata                      | Pekin      | 8. miejsce        | 2,25  |
| 2016 | Halowe mistrzostwa świata               | Portland   | 1. miejsce        | 2,36  |
| 2016 | Mistrzostwa Europy                      | Amsterdam  | 1. miejsce        | 2,32  |
| 2017 | Mistrzostwa świata                      | Londyn     | el. – 13. miejsce | 2,29  |
| 2018 | Mistrzostwa Europy                      | Berlin     | 4. miejsce        | 2,28  |
| 2019 | Halowe mistrzostwa Europy               | Glasgow    | 1. miejsce        | 2,32  |
| 2019 | Mistrzostwa świata                      | Doha       | 8. miejsce        | 2,27  |
| 2021 | Halowe mistrzostwa Europy               | Toruń      | 2.miejsce         | 2,35  |
| 2021 | Igrzyska olimpijskie                    | Tokio      | 1. miejsce        | 2,37  |
| 2022 | Halowe mistrzostwa świata               | Belgrad    | 3. miejsce        | 2,31  |
| 2022 | Mistrzostwa świata                      | Eugene     | 4. miejsce        | 2,33  |
| 2022 | Mistrzostwa Europy                      | Monachium  | 1. miejsce        | 2,30  |
| 2023 | I dywizja drużynowych mistrzostw Europy | Chorzów    | 1. miejsce        | 2,29  |
| 2023 | Mistrzostwa świata                      | Budapeszt  | 1. miejsce        | 2,36  |
| 2024 | Mistrzostwa Europy                      | Rzym       | 1. miejsce        | 2,37  |
| 2024 | Igrzyska olimpijskie                    | Paryż      | 11. miejsce       | 2,22  |